# باتريك ميلر (لاعب كريكت)
باتريك ميلر (12 سبتمبر 1907 في تايلاند - 2 ديسمبر 1993) (بالإنجليزية: Patrick Miller)‏ هو لاعب كريكت بريطاني. لعب مع Europeans cricket team ‏.

## وصلات خارجية
- باتريك ميلر على موقع إي آس بي آن كريك إنفو (الإنجليزية)